# Institut polytechnique des sciences avancées
El Institut polytechnique des sciences avancées (IPSA, en Toulouse, Lyon, Marsella y Ivry-sur-Seine), es una escuela especializada en aeronáutica e industria espacial, fundada en 1961.
El Colegio organiza el espectáculo aéreo anual IPS’AIR. La última edición tuvo lugar en febrero de 2023.

## Historia
El Institut polytechnique des sciences appliquées fue creado en 1961 por Michel Cazin, Maurice Pradier y Paul Lefort, tres ingenieros que procedían del sector de la aviación y que se establecieron en París. En 2001 cambió el nombre a Institut polytechnique des sciences avancées. En 2007 abrió una filial en Toulouse, al abrigo de la importante industria aeronáutica de la zona.
El gobierno francés reconoció el título de "Experto en ingeniería de los sistemas aeronáuticos y espaciales" a los titulados de la escuela en 2005, y en 2011 la Commission des titres d'ingénieur autorizó al instituto a otorgar el título de ingeniero. Los primeros titulados de esta ingeniería terminaron sus estudios a finales del curso 2013-2014. La escuela ofrece un ciclo preparatorio de dos años y un ciclo superior de tres años de especialización en: «Sistemas de telecomunicaciones», «Informática de a bordo», «Sistemas electromecánicos», «Mecánica y estructuras», y «Energía y propulsión ». Los titulados salen de la escuela con el título oficial de «Experto en Ingeniería de los Sistemas Aeronáuticos et Spatiaux».
Desde 2017, la escuela también ofrece Título de grado en aeronáutica y una escuela de verano.

## Estudiantes notables
La Universidad cuenta entre sus estudiantes a las nadadoras sincronizadas francesas Charlotte y Laura Tremble (clase de 2025)··.

## Algunos exalumnos célebres
- Cyril Bourlon de Rouvre (1965), empresario y político francés
- Éric Boullier (1999), director general de McLaren F1 Team entre 2014 y 2018;[10]
- Julien Simon-Chautemps (2002), ingeniero de Sauber F1 Team.[11]